# Mroczny Rycerz powstaje
Mroczny Rycerz powstaje (ang. The Dark Knight Rises) – amerykańsko-brytyjski film akcji w reżyserii Christophera Nolana, którego światowa premiera odbyła się 16 lipca 2012. Jest kontynuacją filmów Batman: Początek (2005) i Mroczny Rycerz (2008) i zarazem ostatnią częścią trylogii o Batmanie w reżyserii Nolana.

## Obsada
- Christian Bale jako Bruce Wayne / Batman[4]
- Tom Hardy jako Bane[5][6]
- Anne Hathaway jako Selina Kyle / Kobieta-Kot[7]
- Michael Caine jako Alfred Pennyworth
- Gary Oldman jako James Gordon
- Morgan Freeman jako Lucius Fox
- Marion Cotillard jako Miranda Tate[8] / Talia al Ghul
- Joseph Gordon-Levitt jako John Blake[8]
- Juno Temple jako Jen
- Liam Neeson jako Ra’s al Ghul
- Glen Powell jako makler

## Produkcja
Zdjęcia do filmu rozpoczęto w maju, a zakończono w listopadzie 2011 roku. Były kręcone w Los Angeles, Detroit oraz Wielkiej Brytanii. W odróżnieniu do poprzednich części zdjęcia nie były realizowane w Chicago, zaś więcej scen nakręcono za pomocą kamer 70 mm na taśmach IMAX.

## Premiera
Premiera filmu miała miejsce 16 lipca 2012 w nowojorskim AMC Lincoln Square Theater. Do dystrybucji kinowej w Stanach wszedł 20, a w Polsce 27 lipca tego samego roku.

## Odbiór

### Box office
Budżet filmu jest szacowany na 250 milionów dolarów. W Stanach Zjednoczonych i Kanadzie film zarobił ponad 448 mln USD, w innych krajach blisko 637 mln, a łączny przychód z biletów wyniósł 1,085 miliarda dolarów.

### Krytyka w mediach
Film spotkał się z pozytywną reakcją krytyków. W agregatorze recenzji Rotten Tomatoes 87% z 379 recenzji jest pozytywne, a średnia ocen wystawionych na ich podstawie wyniosła 8,0 na 10. Z kolei w agregatorze Metacritic średnia ważona ocen z 45 recenzji wyniosła 78 punkty na 100.